# Seututie 697
Pour les articles homonymes, voir Route 697.
La route régionale 697 (finnois : Seututie 697) est une route régionale allant de Veneskoski à Seinäjoki jusqu'à Karstula en Finlande,,.

## Présentation
La seututie 697 est une route régionale de Finlande centrale et d'Ostrobotnie du Sud.

## Galerie

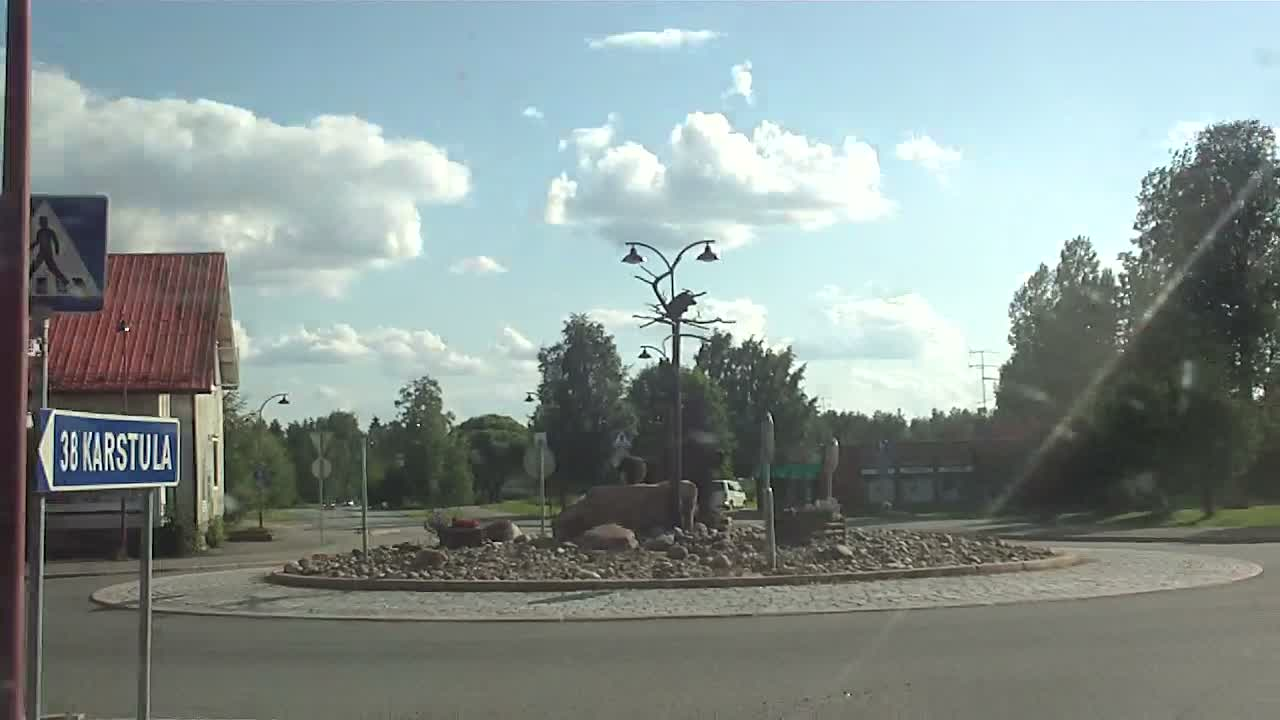
Croisement des routes régionales 697 et 714 et de la route de liaison 7140 à Soini.
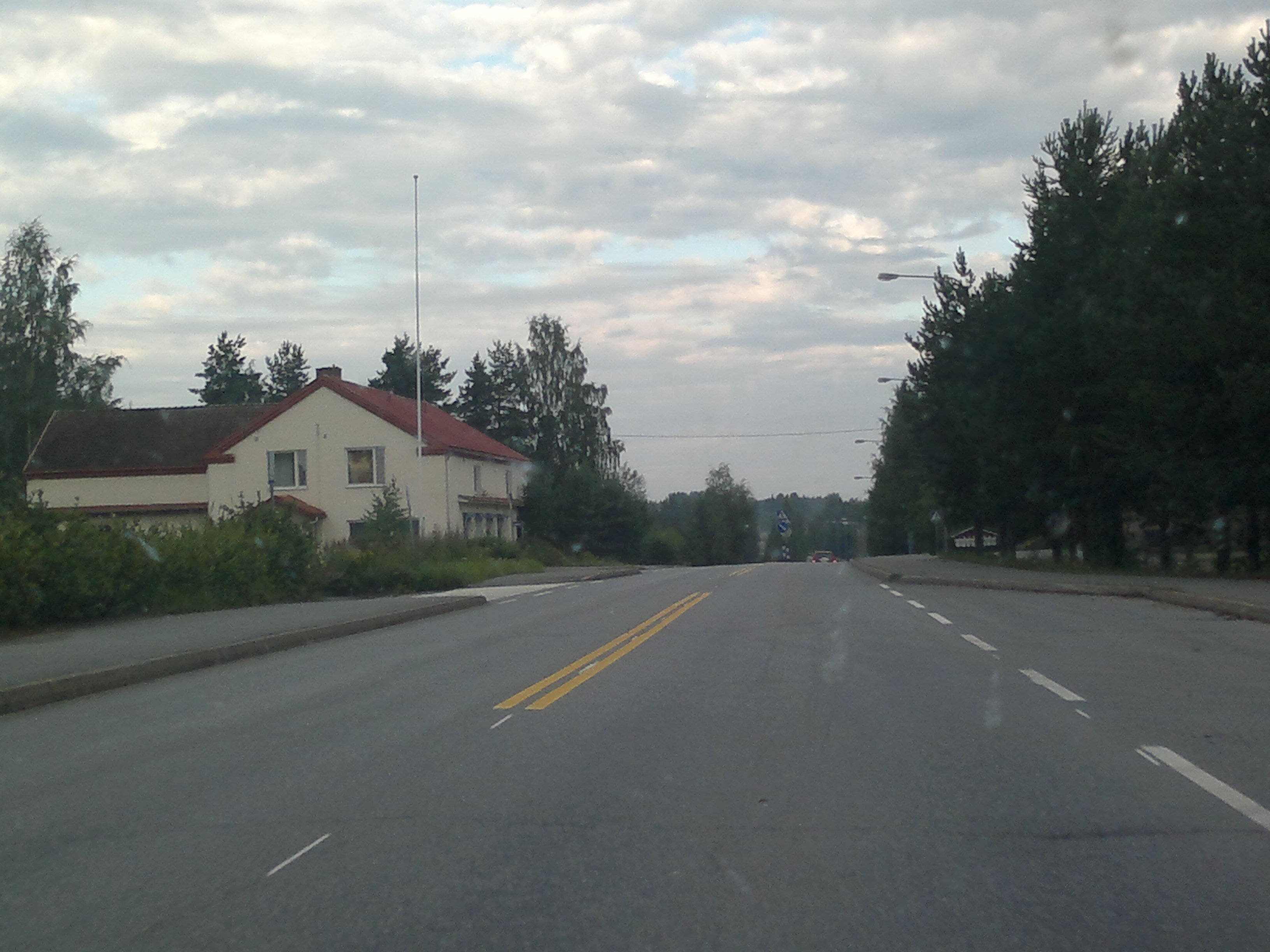
La route régionale 697 au village de Mäyry à Kuortane.